# استون سیانوهیدرین
استون سیانوهیدرین (به انگلیسی: Acetone cyanohydrin) با فرمول شیمیایی C۴H۷NO یک ترکیب شیمیایی با شناسه پاب‌کم ۶۴۰۶ است. که جرم مولی آن ۸۵٫۱۰۵ g/mol می‌باشد. 
استون سیانوهیدرین یک ترکییب آلی است و در تولید متیل متا آکریلات کاربرد دارد(متیل متا آکریلات، مونومر پلی (متیل متاکریلات) است.).این ترکییب به دلیل آزاد سازی سهل و آسان هیدروژن سیانید، بسیار سمی است. 